# Berthold A. Baer
Berthold Arnold Baer (* 3. März 1867 in Bruchsal; † 18. Oktober 1924 in New York City) war ein deutsch-amerikanischer Mediziner, Schriftsteller und Übersetzer.

## Leben
Er stammte aus Bruchsal in Baden und war der Sohn von Aron Baer und dessen Ehefrau Pauline, geborene Louchheim. In Baden besuchte Berthold Baer das Gymnasium und studierte an der Universität München Literatur und Kunst.
Auf Wunsch des Vaters ging er 1887 nach Mannheim in ein Agenturgeschäft. In seiner Freizeit arbeitete er als Journalist für Zeitungen. Nach ersten Erfolgen wurde er Redaktionsmitglied des General-Anzeigers in Mannheim.
1896 ging er in die USA, wo er ebenfalls journalistisch und als Schriftsteller tätig war, sowie Chefredakteur der Abendpost in San Francisco wurde. 1898 zog er nach Philadelphia und später nach New York City um. Er promovierte zum Dr. med. und war eine Zeit lang als Augenarzt tätig.
In seinen Publikationen beschäftigte sich Baer u. a. mit dem Tod, aber auch mit amerikanischem Humor und mit Lyrik. Außerdem übersetzte er einige Kriminalromane von Anna Katharine Green, die zum Teil noch heute verlegt werden. Ferner schrieb er den Song Say Good Night but Not Good-bye?, der ein Hit wurde.
Berthold A. Baer starb in Manhattan und wurde dort am 21. Oktober 1924 begraben.

## Familie
1897 heiratete er in San Francisco Fransisca Leah, geborene Schwartz. Die Tochter Francisca wurde 1898 geboren, die später eine verehelichte Basch war.

## Werke (Auswahl)
- Die Grafen von Manderscheid. Ein Sang von der Eifel, 1895.
- Übersetzung von: Anna Katharine Green: Das Filigran-Herz. Kriminalroman in drei Teilen, 1906, Neuauflage 2010 ISBN 978-1-160-57719-9.
- Übersetzung von: Anna Katharine Green: Engel und Teufel. Kriminalroman, Neuauflage 2014.